# Eli Pasquale
Eli Pasquale, született Ilario Enrico Pasquale (Sudbury, Ontario, 1960. augusztus 24. – 2019. november 4.) kanadai kosárlabdázó, olimpikon.

## Pályafutása
A Victori Vikes játékosa volt. 1982 és 1997 között szerepelt a kanadai válogatottban. Két Universiadén vett részt. 1983-ban arany-, 1985-ben bronzérmes lett a csapattal. Részt vett az 1984-es Los Angeles-i és az 1988-as szöuli olimpián. Los Angeles-ben negyedik, Szöulban hatodik lett a csapattal.

## Sikerei, díjai
- Universiade
  - aranyérmes: 1983
  - bronzérmes: 1985